# 教育訓練給付制度
教育訓練給付制度（きょういくくんれんきゅうふせいど）とは、雇用保険法における失業等給付のひとつであり、所定の要件を満たした者が厚生労働大臣の指定する講座を受講し修了した場合に、教育訓練施設に支払った経費の一部を支給する制度である。働く人の主体的な能力開発の取組み又は中長期的なキャリア形成を支援し、雇用の安定と再就職の促進を図ることを目的とする。完全失業率が4%を突破した1998年（平成10年）に創設され、2014年（平成26年）の法改正で大幅に拡充された。なお教育訓練給付には雇用保険の他の給付と異なり国庫負担はない。以下では特記しない限り、2014年以降の改正法に基づいて述べる。
- 雇用保険法について、以下では条数のみ記す。

## 教育訓練給付金
2014年（平成26年）10月1日より実施される。
受講開始日に雇用保険の一般被保険者（在職者）又は一般被保険者であった者（離職者。原則として離職日の翌日から起算して1年以内）が厚生労働大臣の指定する教育訓練を受講し修了した場合に、自ら負担した教育訓練施設に支払った教育訓練経費（入学料及び受講料（一般教育訓練の場合は最初の1年分のみ））の一部が支給される。平成29年1月1日以降は「高年齢被保険者（であった者）」も対象となる（第60条の2）。なお未修了に終わった場合や、修了証明書の提出ができない場合には支給されない。同時に複数の教育訓練について受給することはできない。
離職者が妊娠・出産・育児・疾病・負傷等により、引き続き30日以上教育訓練を開始することができない場合、該当した日の翌日から、延長後の適用対象期間の最後の日（上限、離職日から起算して20年以内）までに管轄公共職業安定所長にその旨を申し出ることにより、当該理由により教育訓練を開始することができない日数を上記の「1年」に加算することができる（上限20年。規則第101条の2の5）。
給付金として算定した額が4千円を超えない場合は支給されない（第60条の2第5項、規則第101条の2の9）。
支給算定期間（被保険者であった期間）の算定において、基本手当や傷病手当の支給の有無は影響しないので、離職期間が1年以内であれば、たとえ基本手当を満日数受給したとしても、前後の被保険者期間を通算することができる。

### 一般教育訓練給付金
従来の「教育訓練給付金」を引き継ぐものである。
受講開始日現在で雇用保険の被保険者であった期間が3年以上（初めて支給を受けようとする者については、当分の間、1年以上）あること、前回の教育訓練給付金受給から今回受講開始日前までに3年以上経過していること（平成26年10月1日前に教育訓練給付金を受給した場合はこの取扱は適用されない）など一定の要件を満たす者に支給される。支給額は、教育訓練経費の20%に相当する額（上限10万円）となる（規則第101条の2の7第1号、規則第101条の2の8第1項1号）。平成29年1月1日以降は、一般教育訓練の開始日前1年以内に受けた所定の要件を満たすキャリアコンサルティングの費用の20%（上限2万円）も支給される（規則第101条の2の6）。
申請には、被保険者証、費用の額及び教育訓練を修了したことを教育訓練実施者が証明する書類、キャリアコンサルティングを踏まえて作成した職務経歴等記録書等の提出が必要であり、教育訓練の修了後、やむをえない場合を除き修了日の翌日から起算して1月以内に管轄公共職業安定所長に、本人が直接申請する。支給が決定されれば、7日以内に支給される。

### 専門実践教育訓練給付金
2014年の法改正により新設された給付であり、さらに2018年からは支給率の引き上げや受給に必要な被保険者期間の緩和が盛り込まれた。特に中長期的なキャリア形成に資する専門的かつ実践的な教育訓練（専門実践教育訓練）が対象となる。
受講開始日現在で雇用保険の被保険者であった期間が3年以上（初めて支給を受けようとする者については、当分の間、2年以上（平成26年10月1日前に旧・教育訓練給付金を受給した場合であって、初めて専門実践教育訓練を受給しようとする場合は2年、同年10月1日以降に旧・教育訓練給付金又は一般教育訓練給付金の支給を受けた場合は3年以上。））あること、前回の教育訓練給付金受給から今回の受講開始日前までに3年以上（平成26年10月1日前に教育訓練給付金を受給した場合はこの取扱は適用されない。）経過していることなど一定の要件を満たす者に支給される。
支給額は、平成30年1月1日以降に専門実践教育訓練を受講する者については、支払った教育訓練経費の50％に相当する額（上限は120万円、ただし連続する2支給単位期間ごとの支給額は上限40万円とし、一の支給限度期間（10年）ごとに支給する上限168万円とする））となる（規則第101条の2の7第2号、規則第101条の2の8第1項2号）。
専門実践教育訓練を修了した者が所定の資格等を取得し、受講修了日の翌日から1年以内に一般被保険者または高年齢被保険者として雇用された者又はすでに雇用されている者に対しては、教育訓練経費の70％に相当する額（上限は168万円、ただし連続する2支給単位期間ごとの支給額は上限56万円とし、一の支給限度期間（10年）ごとに支給する上限168万円とする））が支給される（規則第101条の2の7第3号、規則第101条の2の8第1項3号）。50%相当額を先に受給した者が後に70%相当額の要件に該当した場合は、差額支給を受けることができる。
申請には、受講開始日の1か月前までに被保険者証・ジョブカードほか所定の書類の提出が必要である。また受講中は6ヶ月ごとに受講証明書を、及び教育訓練の修了後はやむをえない場合を除き修了日の翌日から起算して1月以内に修了証明書を添えて、管轄公共職業安定所長に、本人が直接申請する。追加分については、専門実践教育訓練を修了し、資格取得等し、かつ、一般被保険者として雇用された日の翌日から起算して1月以内（一般被保険者として雇用されている者は、専門実践教育訓練を修了し、かつ、資格取得等した日の翌日から1月以内）に申請する。
「専門実践教育訓練」とは具体的には以下のもので、訓練期間等で所定の要件を満たすものである。
- 公的職業資格のうち、業務独占資格又は名称独占資格の取得を訓練目標とするもの
- 専修学校の専門課程のうち文部科学大臣が職業実践専門課程として認定したもの
- 専門職大学院の専門職学位課程

平成31年4月1日より、最短で4年の修業年限が設定されている教育訓練（長期専門実践教育訓練。具体的には専門職大学や管理栄養士養成課程など）を受講している者であって所定の要件を満たす者については、上記「120万円」は「160万円」に、「168万円」は、「224万円」に、それぞれ給付が拡大される。

## 教育訓練支援給付金
2014年（平成26年）10月1日より実施される。法改正により2022年（平成34年）3月31日までの時限措置として設けられた（附則第11条の2）。2022年3月には、2025年（令和7年）3月31日までの時限措置となるよう延長されている。
初めて専門実践教育訓練（通信制、夜間制を除く）を受講する者（教育訓練給付金の支給を受けたことがない者）で、受講開始時に45歳未満・原則離職日の翌日から4年以内など一定の要件を満たす者が、訓練期間中、失業状態にある場合に支給される。支給額は、当該訓練受講中の基本手当の支給が受けられない期間（基本手当の待期・給付制限が行われている期間を除く）について、基本手当の日額と同様に計算して得た額に80％の割合を乗じて得た額に、2か月ごとに失業の認定を受けた日数を乗じて得た額となる。なお訓練修了後の失業状態にある日については支給されない。
申請には、受講開始日の1か月前までに離職票ほか所定の書類の提出が必要である。教育訓練支援給付金は専門実践教育訓練給付金を受給できる者でなければ給付を受けられないため、専門実践教育訓練給付金の手続と同時又はそれより後に手続を行うことになる。また受講中及び教育訓練の修了後には所定の書類を管轄公共職業安定所長に、本人が直接申請する。2か月に1度の教育訓練支援給付金の認定日には、公共職業安定所にて失業の認定を受ける必要がある。 

## 給付制限
偽りその他不正の行為により教育訓練給付金又は教育訓練支援給付金の支給を受け、又は受けようとした者には、やむを得ない理由がある場合を除き、支給を受け、または支給を受けようとした日以後、教育訓練給付金又は教育訓練支援給付金は支給されない（第60条の3第1項）。なお、不正受給者であっても、その後新たに支給要件を満たした場合には、その新たな支給要件に基づく給付は支給される（第60条の3第2項）。なお、第1項の規定により教育訓練給付金の支給を受けることができなくなった場合においても、支給要件期間の算定においては、当該給付金の支給があつたものとみなす（第60条の3第3項）。
指定教育訓練実施者、募集情報等提供者等が偽りの届出をしたために教育訓練給付が不当に支給された場合、政府は当該教育訓練実施者等に対し、当該教育訓練給付の支給を受けた者と連帯して同給付の返還をするよう命ずることができる（第10条の4）。また政府は、これらの者に対して教育訓練給付に関して必要な報告又は文書の提出を命ずることができる（第76条）。

## 指定教育訓練講座
この制度では各種資格取得などをめざす講座や働く人の職業能力開発を支援するため厚生労働大臣が教育訓練講座を指定している。指定内容は、『厚生労働大臣指定教育訓練講座一覧』にまとめられてハローワークで閲覧できるほか、中央職業能力開発協会の検索システムページで検索することができる。
教育訓練給付金の支給申請に先立ち受講開始日もしくは開始予定日と現在における、教育訓練給付金の受給資格の有無と、さらに、受講を希望する教育訓練講座が教育訓練給付制度の厚生労働大臣の指定を受けているかどうかについて、希望に応じて、ハローワークに照会することも可能であるが、教育訓練施設による代理又は郵送などの手続代行は、認められていない。
事業主又は認定組合等に対し、訓練施設の設置又は整備に要する資金を融資することにより、技能労働者の養成等を図る目的の雇用促進融資（教育訓練施設融資）も行われている。 
指定講座はなお、母子家庭自立支援教育訓練給付金支給の対象講座でもある。
指定講座については外部リンクを参照。このほかに、大学（大学院）や専門学校、また自動車教習所なども指定教育訓練講座を開講している。病院などの場合、訪問介護員養成研修などを開講している。

### 文部科学省高等教育局「職業実践力育成プログラム」
専門職学位や公的資格の取得を目指すものでなくても、文部科学省高等教育局が「職業実践力育成プログラム」に認定した講座も給付金支給の対象となっている。ただし、青山学院大学「ワークショップデザイナー育成プログラム（3ヵ月）」、明治大学リバティアカデミー「女性のためのスマートキャリアプログラム 昼間コース/夜間・土曜主コース（6ヵ月）」、事業構想大学院大学「事業構想プロジェクト研究（12ヵ月）」など、2016年度（平成28年度）から文科省の職業実践力育成プログラムの認定から外れた課程があるので注意が必要である（厚生労働省の「教育訓練給付制度［検索システム］」の検索結果とは食い違うので確認が必要）。